# Янікул

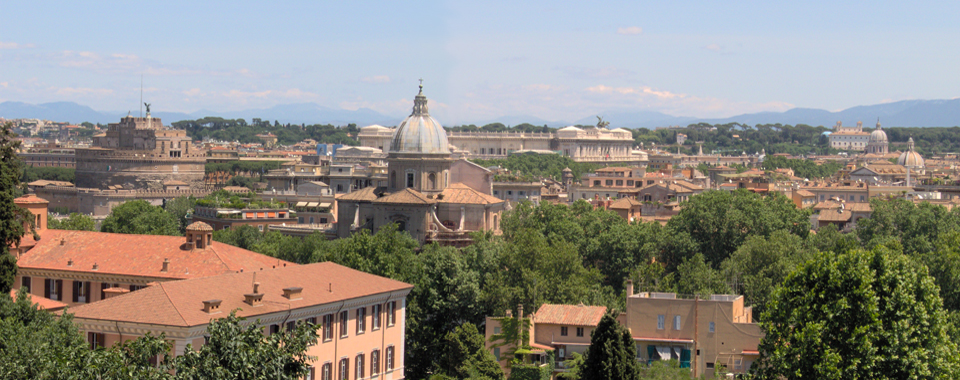
Панорама Риму з Янікула

Янікул (лат. Mons Janiculus) — пагорб у Римі на західному березі Тибру (район Трастевере). Названий на честь бога Януса (дволикого бога входів і виходів) і легендарного царя Лація, що жив, за переказами, на цьому місці. За царя Анке Марція (VII ст. до н. е.) Янікул, обнесений стіною, перетворився на римську фортецю на етруської землі. З'єднувався з Римом пальовим мостом. На пагорбі стоїть монастир Сант Онофріо. Монастир відомий тим, що 25 квітня 1595 року в ньому помер славетний поет Торквато Тассо. Ще один монастир — Сан  П'єтро ін Монторіо — зведено там, де за переказами, був розіп'ятий апостол Петро.